# Manchet (skrift)
 For alternative betydninger, se Manchet. (Se også artikler, som begynder med Manchet)
En manchet er den typografiske betegnelse for en lille tekst i en artikel, som giver hovedpointerne. Ideen er, at læseren skal vide, hvad teksten handler om alene ud fra overskrift og manchet.
Manchetten er ofte fremhævet. Den kan stå først i en artikels brødtekst (mellem artikel og  overskrift (rubrik) eller underoverskrift (underrubrik)), men kan også stå midt i artiklen. 
Ordene underrubrik og manchet bruges ofte synonymt, men en artikel kan sagtens have begge dele, og så er underoverskriften kortere end manchetten.
| Sprog og litteratur | Spire Denne artikel om litteratur er en spire som bør udbygges. Du er velkommen til at hjælpe Wikipedia ved at udvide den. |